# Yasmin Liverpool
Yasmin Liverpool (15 de enero de 1999) es una deportista de Reino Unido que compite en atletismo. Ganó una medalla de plata en el Campeonato Europeo de Atletismo Sub-23 de 2019, en la prueba de 4 × 400 m.